# فرهنگ وخش
فرهنگ وخش (انگلیسی: Vakhsh Culture)، یک فرهنگ عصر مفرغ است که در حدود ۲۵۰۰-۱۶۵۰ پیش از میلاد اتفاق افتاده است، همانطور که در تاریخ‌گذاری رادیوکربن نشان داده شده است، و در امتداد پایین رود وخش در جنوب تاجیکستان شکوفا شده است، که پیش از این تصور می شد حدوداً مربوط به ۱۷۰۰-۱۵۰۰ پیش از میلاد است. به نظر می‌رسد پژوهش‌های قبلی نشان می‌دهد که فرهنگ وخش کمی دیرتر از فرهنگ بیشکند که شباهت‌های زیادی با آن دارد ظاهر شده است.